# شاپرک خاشاک زنگاری
شاپرک خاشاک زنگاری (نام علمی: Orgyia antiqua) نام یک گونه از تیره شاپرکان کپه‌ای است.

## نگارخانه

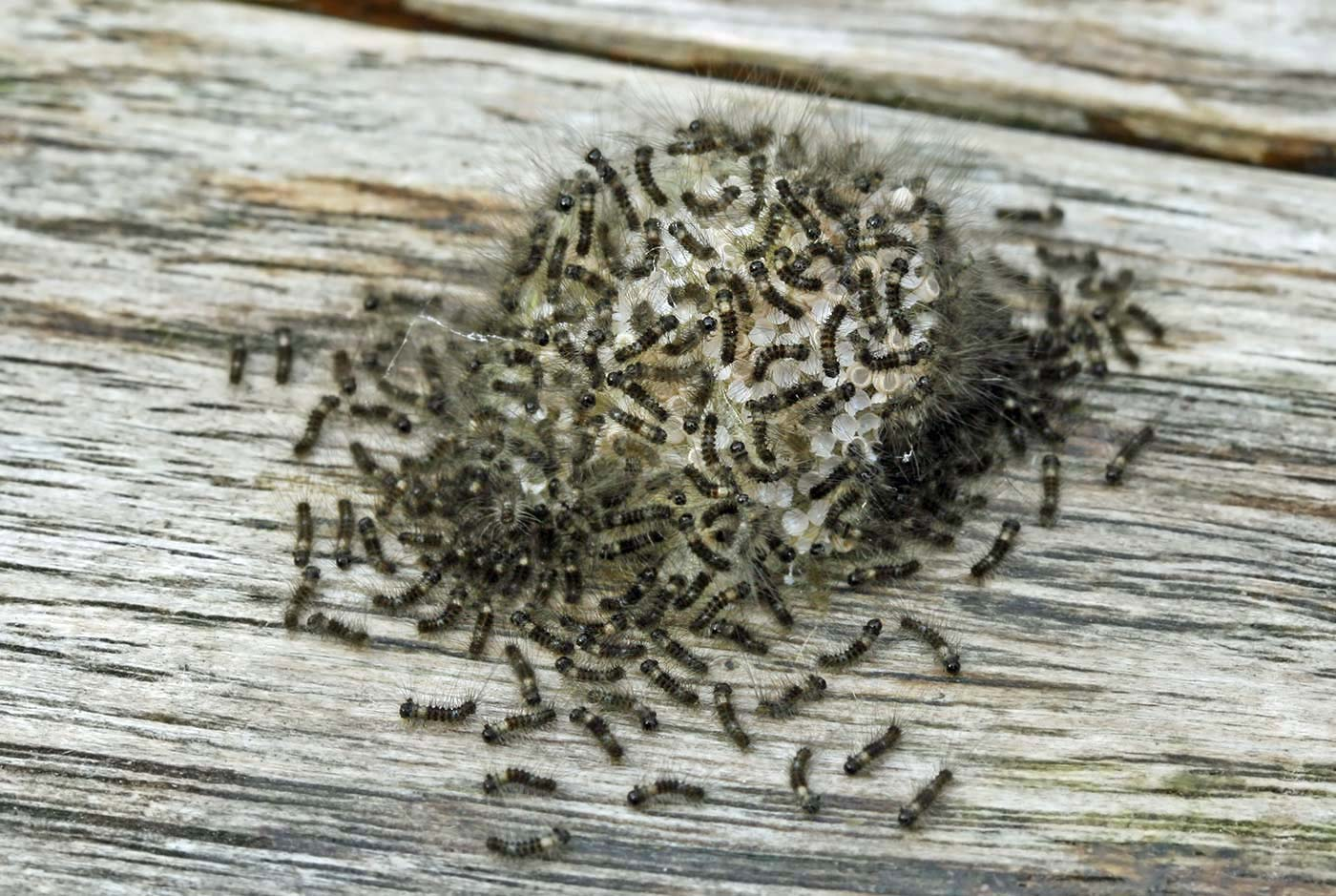
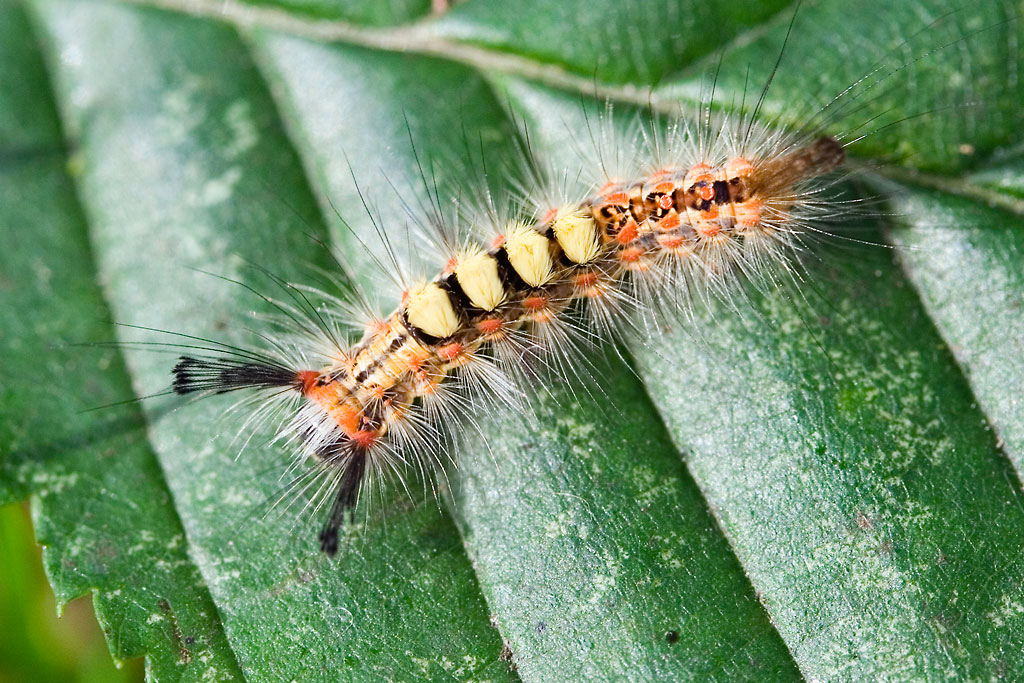
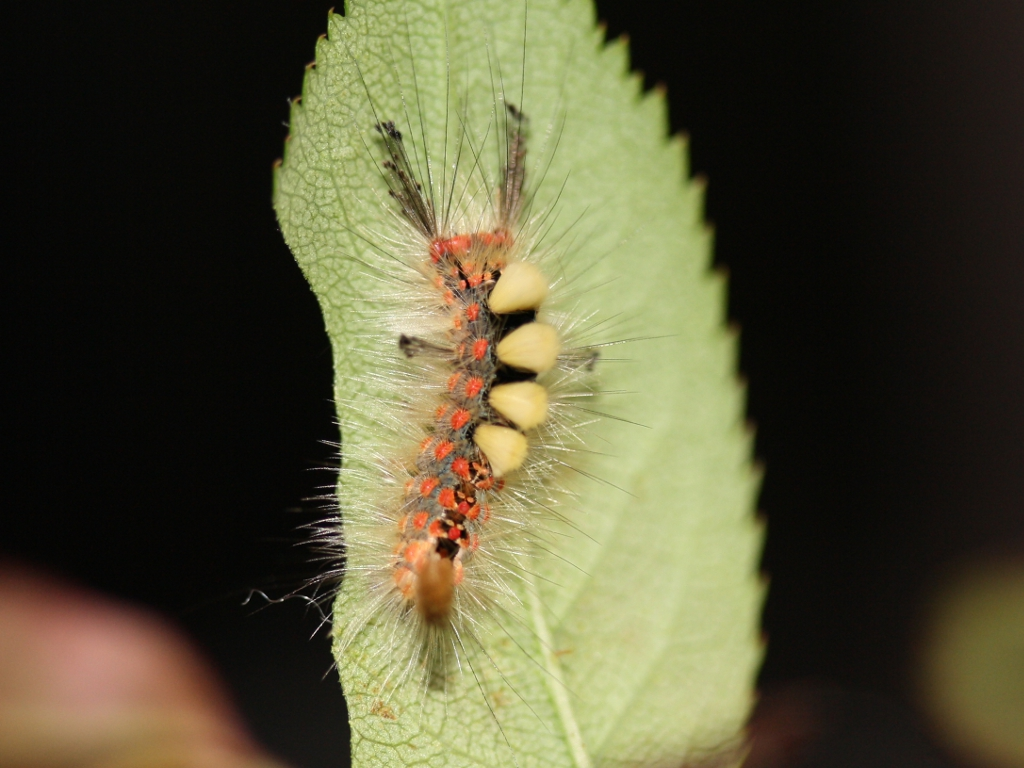
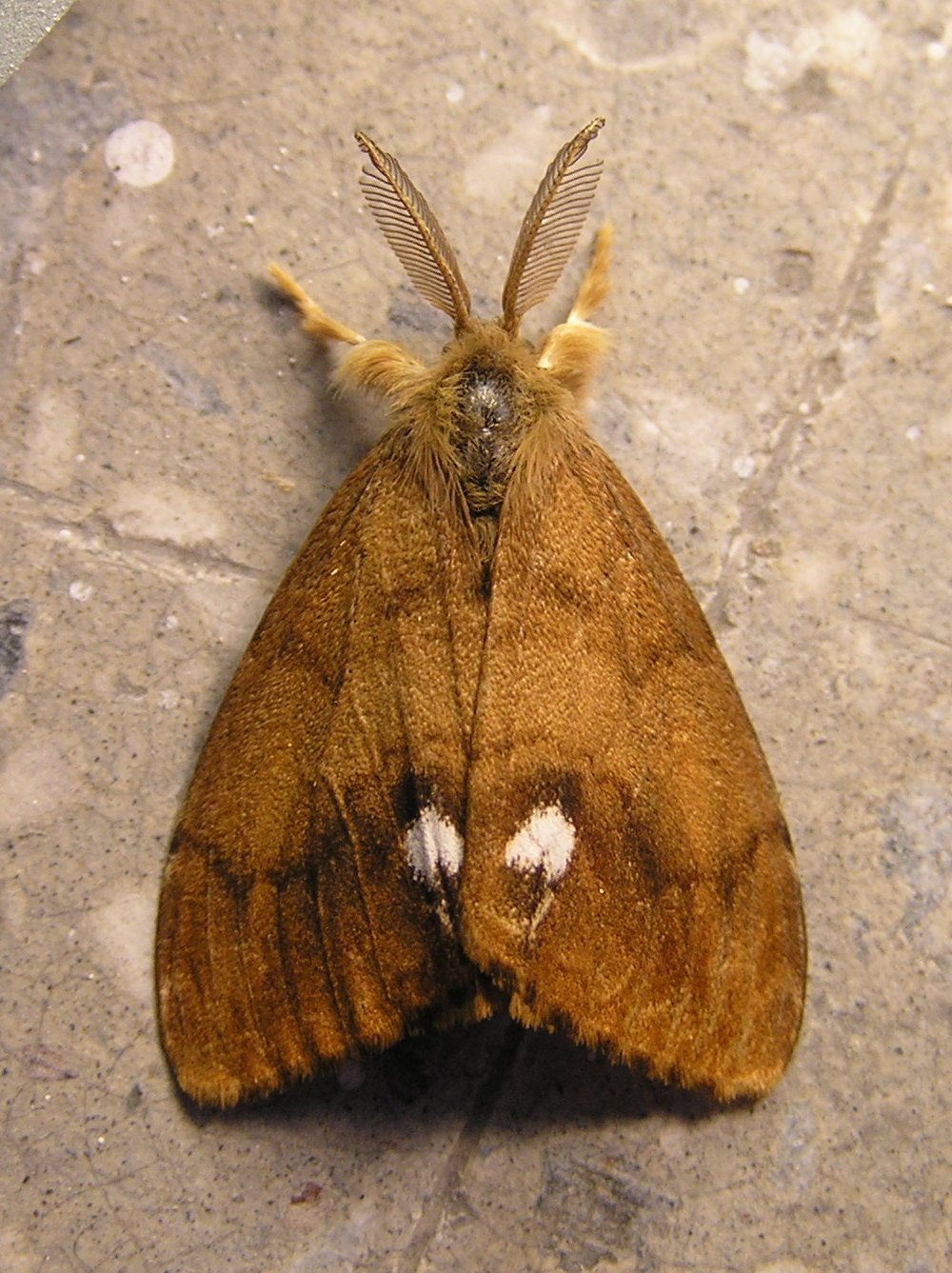
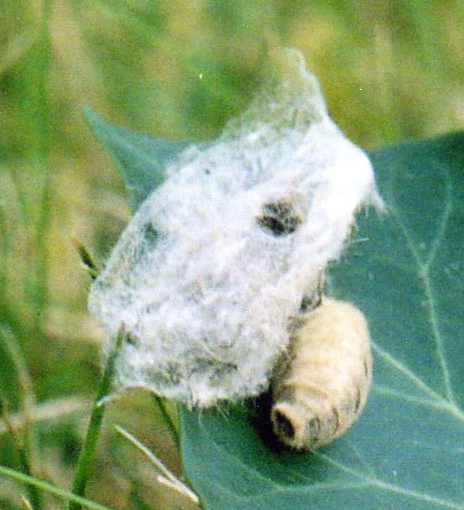
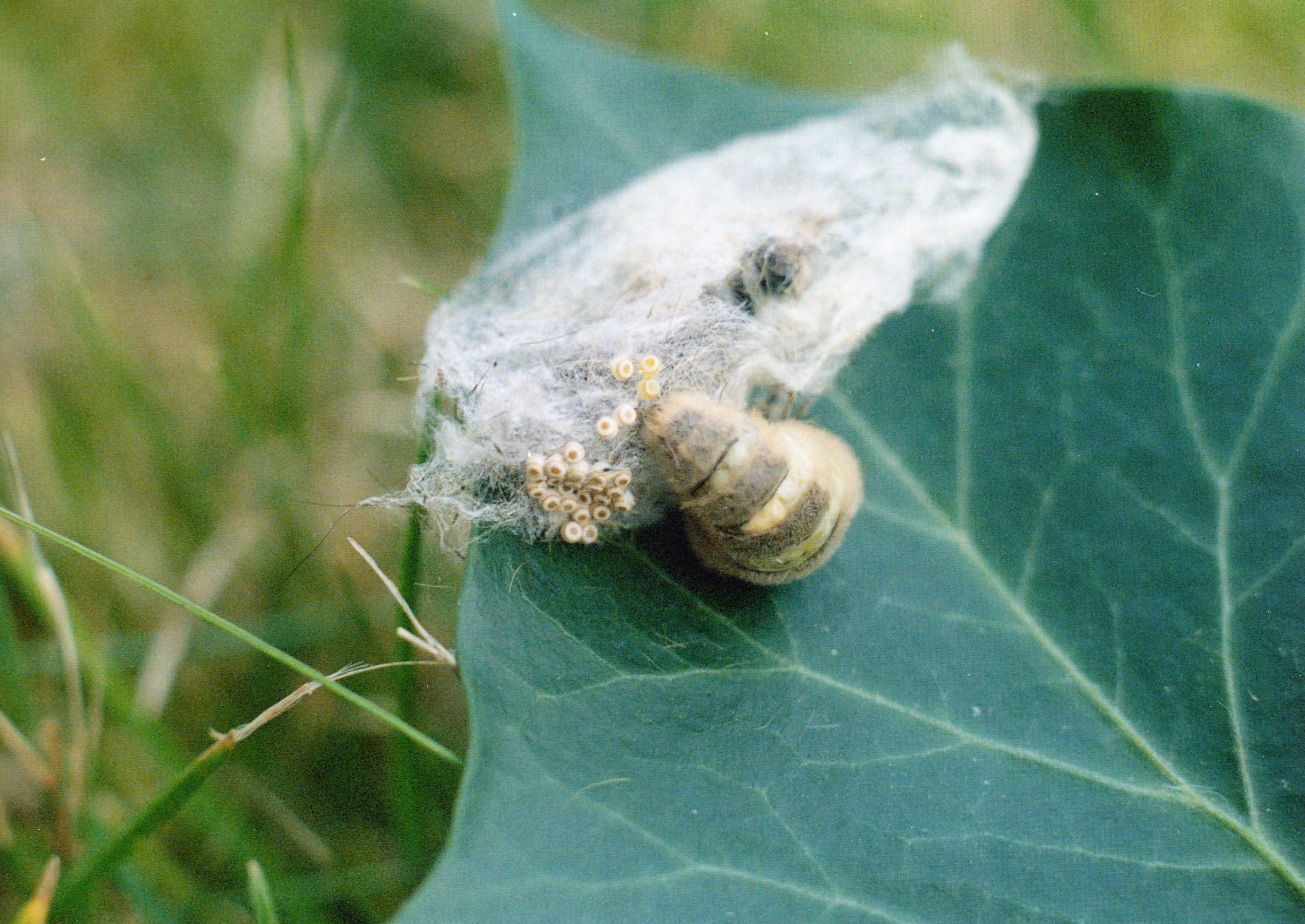
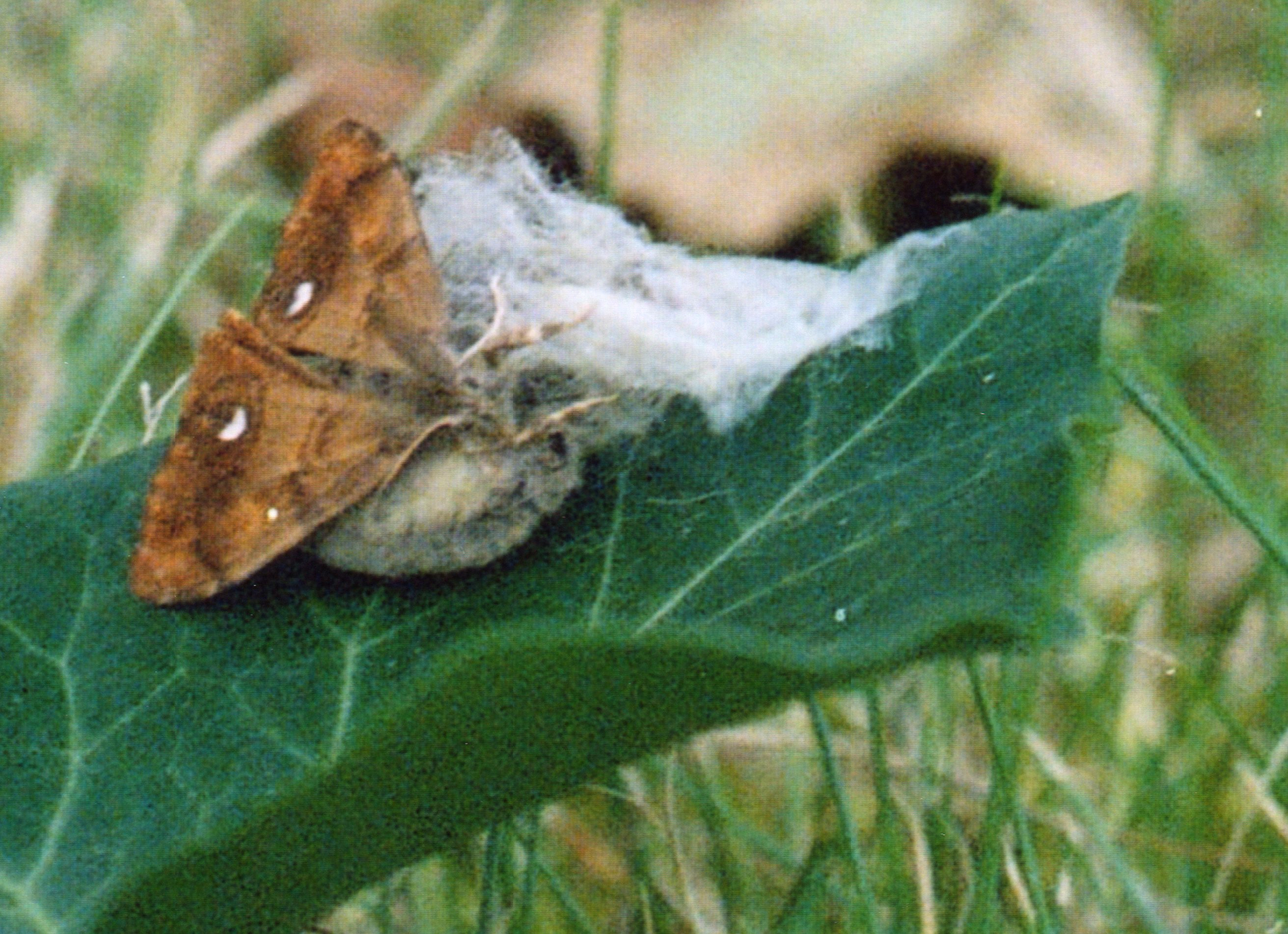
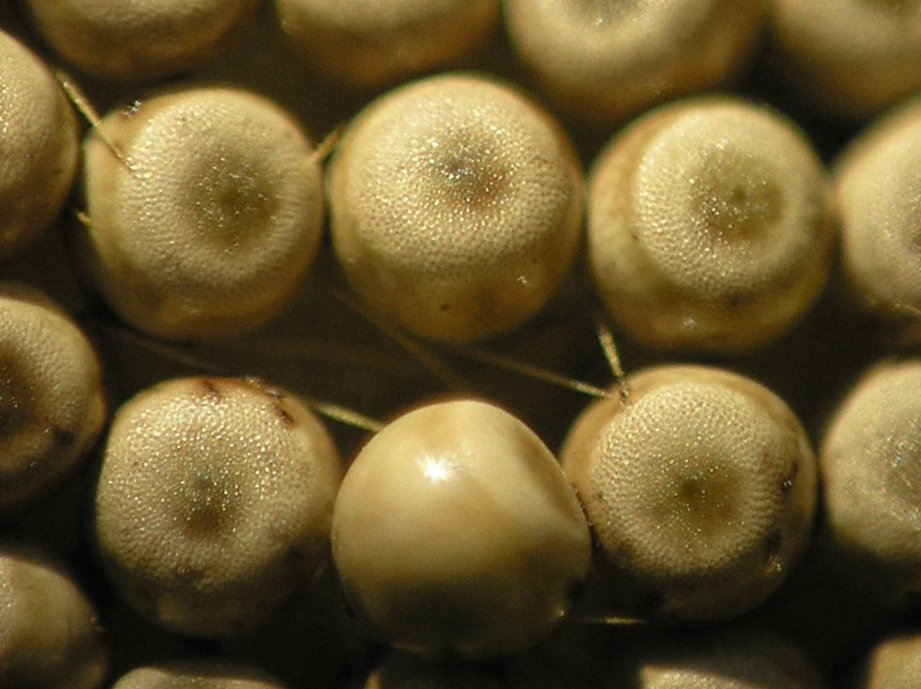
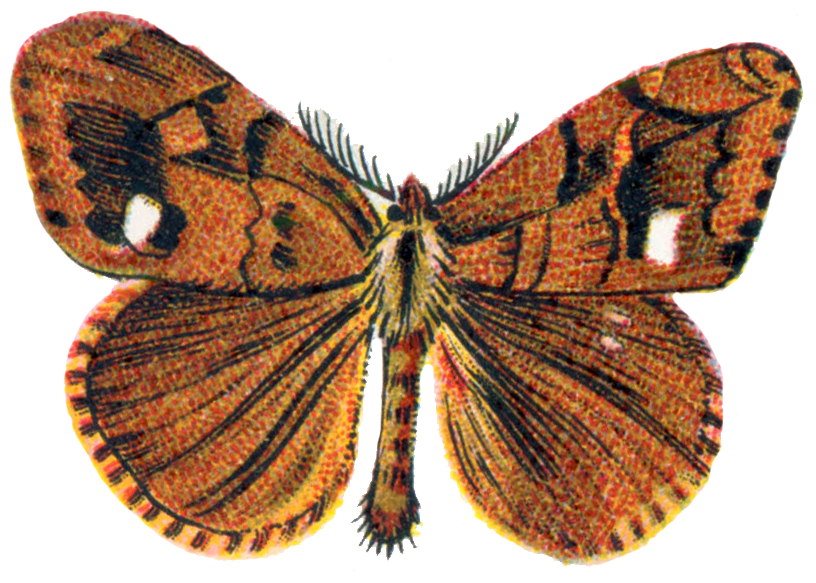
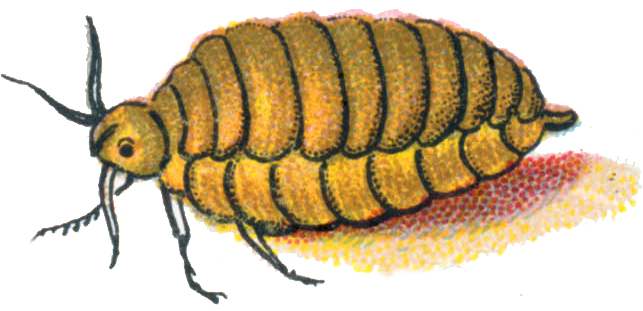
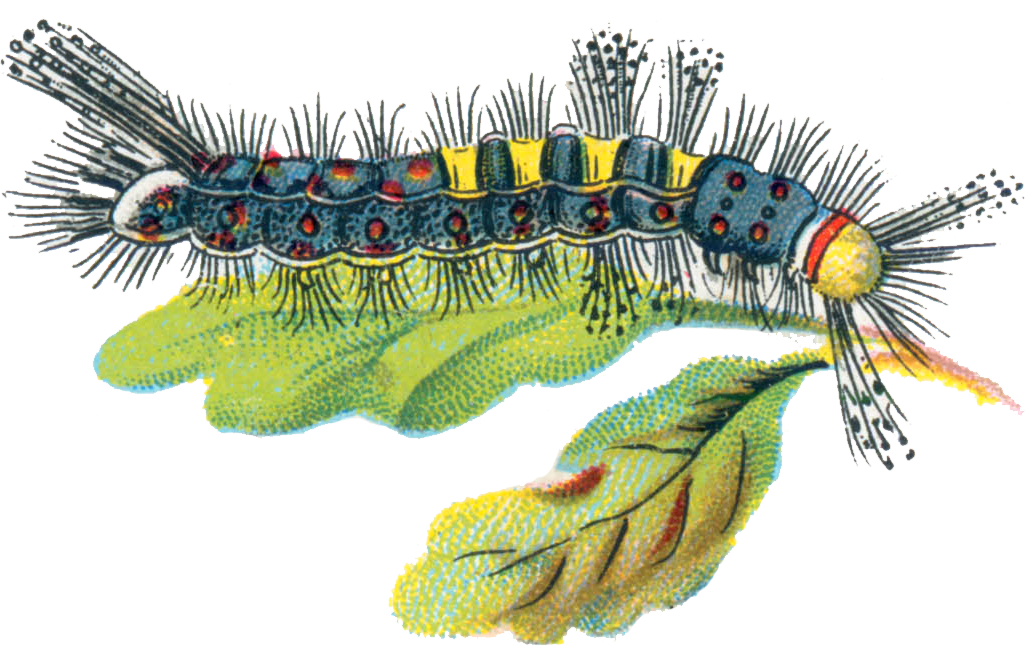
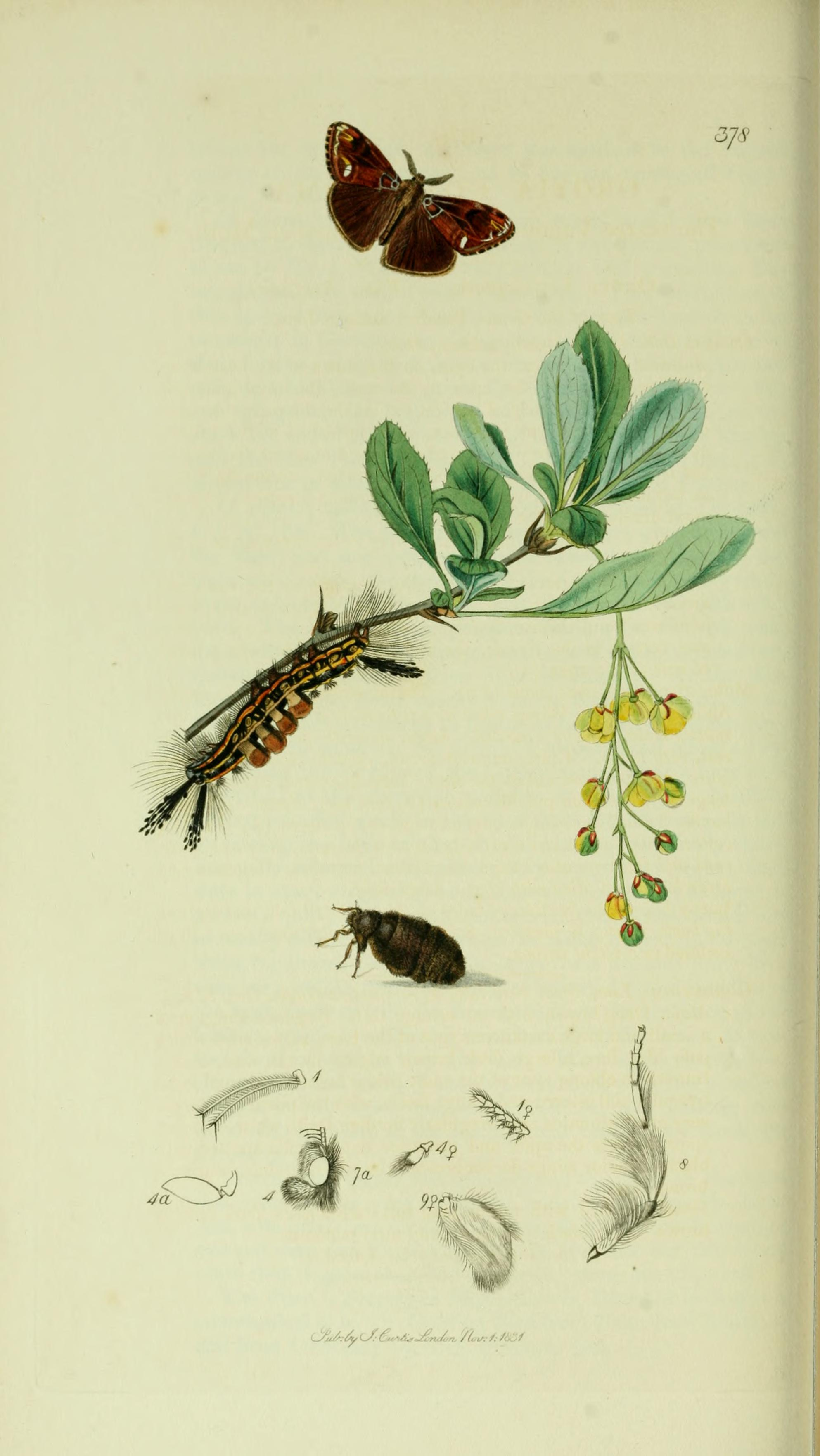